# Відео
Ві́део, також відеогрáфія (від лат. video — дивлюся, бачу) — під цим терміном розуміють широкий спектр технологій запису, обробки, передачі, зберігання й відтворення візуального і аудіовізуального матеріалу на моніторах. У побутовому значенні відео означає відеоматеріал, телесигнал або кінофільм, записаний на фізичному носії (відеокасеті, відеодиску тощо).

## Характеристики відеосигналу
Відео характеризується такими параметрами:

### Кількість кадрів в секунду
Кількість кадрів на секунду — це число нерухомих зображень, що послідовно змінюються одне за одним впродовж однієї секунди відеоматеріалу, створюючи ефект руху об'єктів на екрані. Чим більша частота кадрів на секунду, тим плавнішим і природнішим буде здаватися рух. Мінімальний показник, за якого рух буде сприйматися однорідним — приблизно 10 кадрів на секунду (це значення індивідуальне для кожної людини). У традиційному плівковому кінематографі використовується частота 24 кадри на секунду. Системи телебачення PAL й SECAM використовують 25 кадрів на секунду (англ. 25 fps або 25 Герц), а система NTSC використовує 29,97 кадри на секунду. Комп'ютерні оцифровані відеоматеріали гарної якості, як правило, використовують частоту 30 кадрів на секунду. Верхня гранична частота мерехтіння, що сприймається людським мозком, в середньому становить 39-42 Герца й індивідуальна для кожної людини. Деякі сучасні професійні камери можуть знімати з частотою до 120 кадрів на секунду. Застосовуються також спеціальні камери для надшвидкої зйомки з частотою до 1000 кадрів на секунду і вище, така швидкість необхідна для детального вивчення траєкторії польоту кулі або структури вибуху.

### Розгортка
Розгортка відеоматеріалу може бути прогресивною (англ. progressive) або черезрядковою (англ. interlaced, інтерлейс). При прогресивній розгортці всі горизонтальні лінії зображення (рядки) відображаються одночасно. При черезрядковій розгортці показуються почергово парні й непарні рядки (називані також полями кадру). Черезрядкову розгортку було винайдено для показу зображення на кінескопах і використовується зараз для передачі відео по «вузьких» каналах, що не дозволяє передавати зображення у всій якості. Системи PAL, SECAM й NTSC — це всі системи із черезрядковою розгорткою. Нові цифрові стандарти телебачення, наприклад, HDTV передбачають прогресивне розгорнення. Хоча з'явилися технології, що дозволяють імітувати прогресивне розгорнення при показі матеріалу з інтерлейсом. Черезрядкову розгортку звичайно позначають символом «i» після вказівки вертикальної роздільної здатності, наприклад 720×576і×50 для відео у форматі PAL.
Для придушення неприємних ефектів, що виникають при перегляді черезрядкового відео на порядковому екрані, застосовуються спеціальні математичні методи, іменовані деінтерлейсінгом.

### Роздільна здатність

Роздільні здатності у порівнянні

За аналогією з роздільною здатністю комп'ютерних моніторів, будь-який відеосигнал також має роздільну здатність (англ. resolution, роздільність), горизонтальну і вертикальну, що вимірюється у пікселях. Звичайна аналогова телевізійна роздільність становить 720×576 пікселів для стандартів PAL і SECAM, при частоті кадрів 50 Герц (одне поле, 2×25); і 648×486 пікселів для NTSC, при частоті 60 Герц (одне поле, 2×29,97). В позначенні 648×480 першим числом позначається кількість крапок у горизонтальній лінії (горизонтальна роздільність), а другим числом кількість самих ліній (вертикальна роздільність). Новий стандарт високоякісного (англ. high-definition) цифрового телебачення HDTV передбачає роздільну здатність до 1920×1080 (тобто 1920 пікселів на лінію, 1080 ліній) при частоті коливань (мерехтіння) 60 Герц з прогресивною розгорткою.
Роздільна здатність у випадку тримірного відео вимірюється у вокселях — елементах зображення, що являють собою крапки (кубики) у тривимірному просторі. Наприклад, для простого тримірного відео зараз використається в основному роздільність 512×512×512, демонстраційні приклади такого відео доступні навіть на PDA.

### Співвідношення сторін екрану

Співвідношення сторін кадру у порівнянні

Співвідношення ширини й висоти кадру (англ. aspect ratio) — найважливіший параметр у будь-якому відеоматеріалі. Ще з 1910 року кінофільми мали співвідношення сторін екрана 4:3 (4 одиниці завширшки до 3 одиницям у висоту; іноді ще записується як 1,33:1 або просто 1,33). Уважалося що глядачеві зручніше дивитися фільм на екрані такої форми. Коли з'явилося телебачення, воно успадкувало це співвідношення і майже всі аналогові телесистеми (і, отже, телевізори) мали співвідношення сторін екрана 4:3. Комп'ютерні монітори також успадкували телевізійний стандарт сторін. Хоча ще в 1950-х роках уява про 4:3 суттєво змінилася. Справа в тому, що поле зору людини має співвідношення аж ніяк не 4:3. Оскільки у людини 2 ока, розташовані на одній горизонтальній лінії, то поле зору людини наближається до співвідношення 2:1. Щоб наблизити форму кадру до природного поля зору людини (і, отже, підсилити сприйняття фільму), був уведений стандарт 16:9 (1,78), що майже відповідає так званому «Золотому перетину». Цифрове телебачення в основному теж орієнтується на співвідношення 16:9. До кінця XX століття, після ряду додаткових досліджень у цій області, почали з'являтися навіть і радикальніші співвідношення сторін кадру: 1,85, 2,20 й аж до 2,35 (майже 21:9), що покликані глибше занурити глядача в атмосферу відеоматеріалу.

### Кількість кольорів і кольорова розрядність
Кількість кольорів і кольорова розрядність описується кольоровими моделями. Для стандарту PAL застосовується колірна модель YUV, для SECAM модель YDbDr, для NTSC модель YIQ, у комп'ютерній техніці застосовується в основному RGB (і αRGB), рідше HSV, а в друкарській техніці CMYK. Кількість кольорів, що може показати монітор або проектор залежить від якості монітора або проектора. Людське око може сприйняти, по різних підрахунках, від 5 до 10 мільйонів відтінків кольорів. Кількість кольорів у відеоматеріалі визначається числом бітів, відведеним для кодування кольору кожного пікселя (англ. bits per pixel, bpp). 1 біт дозволяє закодувати 2 кольори (як правило, чорний і білий), 2 біти — 4 кольори, 3 біти — 8 кольорів, …, 8 бітів — 256 кольорів(28 = 256), 16 бітів — 65 536 кольорів (216), 24 біти — 16 777 216 кольорів (224). У комп'ютерній техніці є також стандарт 32 біти на піксель (αRGB), але цей додатковий α-байт (8 бітів) використовується для кодування коефіцієнта прозорості пікселя (α), а не для передачі кольору (RGB). При обробці пікселя відеоадаптером, RGB-значення буде змінено залежно від значення α-байта і кольору належного пікселя (який стане «видимий» через «прозорий» піксель), а потім α-байт буде відкинуто, і на монітор піде тільки колірний сигнал RGB.

### Бітова швидкість або ширина відеопотоку (для цифрового відео)
Ширина (або швидкість) відеопотоку, або бітова швидкість (англ. bit rate) — це кількість оброблюваних бітів відеоінформації за секунду часу, і вимірюється у бітах на секунду (біт/с). Похідні від цієї одиниці — кілобіт на секунду (кбіт/с) та мегабіт на секунду (мбіт/с). Чим вище ширина відеопотоку, тим, загалом, краща якість відео. Наприклад, для формату VideoCD ширина відеопотоку становить приблизно 1 мбіт/с, а для DVD становить приблизно 5 мбіт/с. Хоча суб'єктивно різницю якості не можна оцінити як п'ятикратну, але об'єктивно це так. Формат цифрового телебачення HDTV використовує ширину відеопотоку близько 10 мбіт/с. За допомогою швидкості відеопотоку також дуже[джерело?] зручно оцінювати якість відео при його передачі через Інтернет.
Розрізняють два види керування шириною потоку в відеокодеку — постійний бітрейт (англ. constant bit rate, CBR) і змінний бітрейт (англ. variable bit rate, VBR). Концепція VBR, нині[коли?] дуже популярна, покликана максимально зберегти якість відео, зменшуючи при цьому сумарний обсяг переданого відеопотоку. При цьому на швидких сценах руху, ширина відеопотоку зростає, а на повільних сценах, де картинка змінюється повільно, ширина потоку падає. Це дуже[джерело?] зручно для буферизованих відеотрансляцій і передачі збереженого відеоматеріалу по комп'ютерних мережах. Проте для безбуферних систем реального часу й для прямого ефіру (наприклад, для телеконференцій) необхідно використовувати постійну швидкість відеопотоку.[джерело?]

### Оцінка якості відео
Якість відео виміряється за допомогою формальних метрик, таких, як PSNR або SSI, або з використанням суб'єктивного порівняння із залученням експертів.
Суб'єктивна якість відео виміряється за наступною методикою:
- Вибираються відеопослідовності для використання в тесті
- Вибираються параметри системи вимірювання
- Вибирається метод показу відео й підрахунку результатів виміру
- Запрошується необхідне число експертів (звичайно не менше 15)
- Проводиться сам тест
- Підраховується середня оцінка на основі оцінок експертів.

Кілька методів суб'єктивної оцінки описані в рекомендаціях ITU-T BT.500. Один із широко використовуваних методів оцінки — це DSIS (англ. Double Stimulus Impairment Scale), при якому експертам спочатку показують вихідний відеоматеріал, а потім оброблений. Потім експерти оцінюють якість обробки, варіюючи свої оцінки від «обробка непомітна» і «обробка поліпшує відеозображення» до «оброблений відеоматеріал сильно дратує».

### Стереоскопічне відео
Стереоскопічне відео або стереовідео (англ. stereoscopic video або 3D video) було дуже популярно наприкінці XX століття і зараз регулярно виникають хвилі інтересу до нього. По усьому світу є кінотеатри, які за допомогою тієї або іншої технології відтворюють стереоскопічне відео. Для стереовідео потрібно два відеоканали: один для лівого ока, інший для правого. У такий спосіб у глядача виникає відчуття об'ємності, тривимірності відеоматеріалу, підвищується реалістичність відчуття перегляду. Приблизно такий же за якістю, але слабший ефект дає перегляд відео в пластикових окулярах, де одна лінза червона, а інша блакитна або зелена. Нові технології, представлені в 2006 році, зокрема HD DVD і диски HD Blu-Ray,  призначені зробити більше доступним і домашнє стереоскопічне відео.

## Формати відео
Відеоматеріали можуть бути аналоговими або цифровими.
| Стандарти відтворення відео | Стандарти відеороз'ємів |
| - Нові цифрові: - ATSC (Advanced Television Systems Committee; США, Канада, і т. д.) - DVB (Digital Video Broadcasting; Європа) - ISDB (Integrated Services Digital Broadcasting; Японія) - Старі аналогові: - MAC (Multiplexed Analogue Components; Європа, застарілий стандарт) - MUSE (Multiple sub-nyquist sampling Encoding; Японія) - NTSC (США, Канада, Японія, і т. д.) - PAL (Європа, Азія, Австралія, і т. д.) - PALplus (розширення PAL, тільки Європа) - SÉCAM (іноді пишетеся «SECAM»; Франція, СРСР, Центральна Африка) | - Композитний відеороз'єм (1 RCA або BNC) - Компонентний відеороз'єм (3 RCA або BNC) - D4 video connector (новий, для HDTV) - S-Video (Separated Video, 1 mini-DIN) - SCART (Європа) - DVI (тільки відео без стиску). Можливо HDCP. - HDMI (відео й аудіо без стиску). Обов'язково HDCP. - DisplayPort (відео й аудіо без стиску). Підтримує DPCP, планується як поліпшена повна заміна HDMI. - Високочастотні роз'єми: - BNC (Bayonet Niell-Concelman) - Роз'єм C (Concelman) - GR (General Radio) - Роз'єм F (використовується в США для домашнього телебачення) - IEC 169-2 (в основному використовується в Великій Британії) - Роз'єм N (Niell) - З'єднувач TNC (Threaded Niell-Concelman) - Роз'єм UHF (PL-259/SO-239) - SDI (Serial Digital Interface) і HD-SDI - Роз'єм VGA (DB-9/15 або mini sub D15) - Mini-VGA (для лептопів) |
| Аналогові формати відеокасет | Цифрові формати відеокасет |
| - Ampex - VERA (BBC) - U-matic (Sony) - Betamax (Sony) - Betacam - Betacam SP - 2" Quadruplex (Ampex) - 1" Type C (Ampex і Sony) - VCR, VCR-LP, SVR - VHS (JVC) - S-VHS (JVC) - VHS-C (JVC) - Video 2000 (Philips) - 8 mm - Hi8 | - Betacam IMX (Sony) - D1 (Sony) - D2 (Sony) - D3 - D4 - D5 HD - Digital8 (Sony) - Digital Betacam (Sony) - DV - D-VHS (JVC) - HDCAM - HDCAM SR - HDV - miniDV - MicroMV - ProHD (JVC) |
| Формати цифрових оптичних дискових носіїв | Формати цифрового кодування й стиснення |
| - DVD (колишній Super Density Disc) - Laserdisc (старий формат, MCA і Philips) - Blu-ray Disc (Sony) - VCD (Video Compact Disc) - EVD (Enhanced Versatile Disc; спонсорується урядом Китаю) - HD DVD (Toshiba, NEC і Sanyo) - CD-i (Philips і Sony) | - CCIR 601 (ITU-T) - M-JPEG (ISO) - MPEG-1 (ISO) - MPEG-2 (ISO) - MPEG-4 (ISO) - H.261 (ITU-T) - H.263 (ITU-T) - H.264/MPEG-4 AVC (ITU-T і ISO) - MiniDV - Ogg-Theora - DivX - XviD |

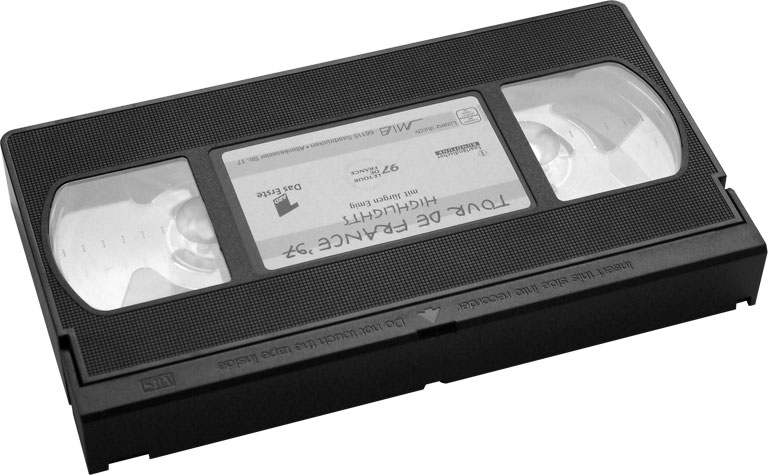
Аналогова відеокасета VHS
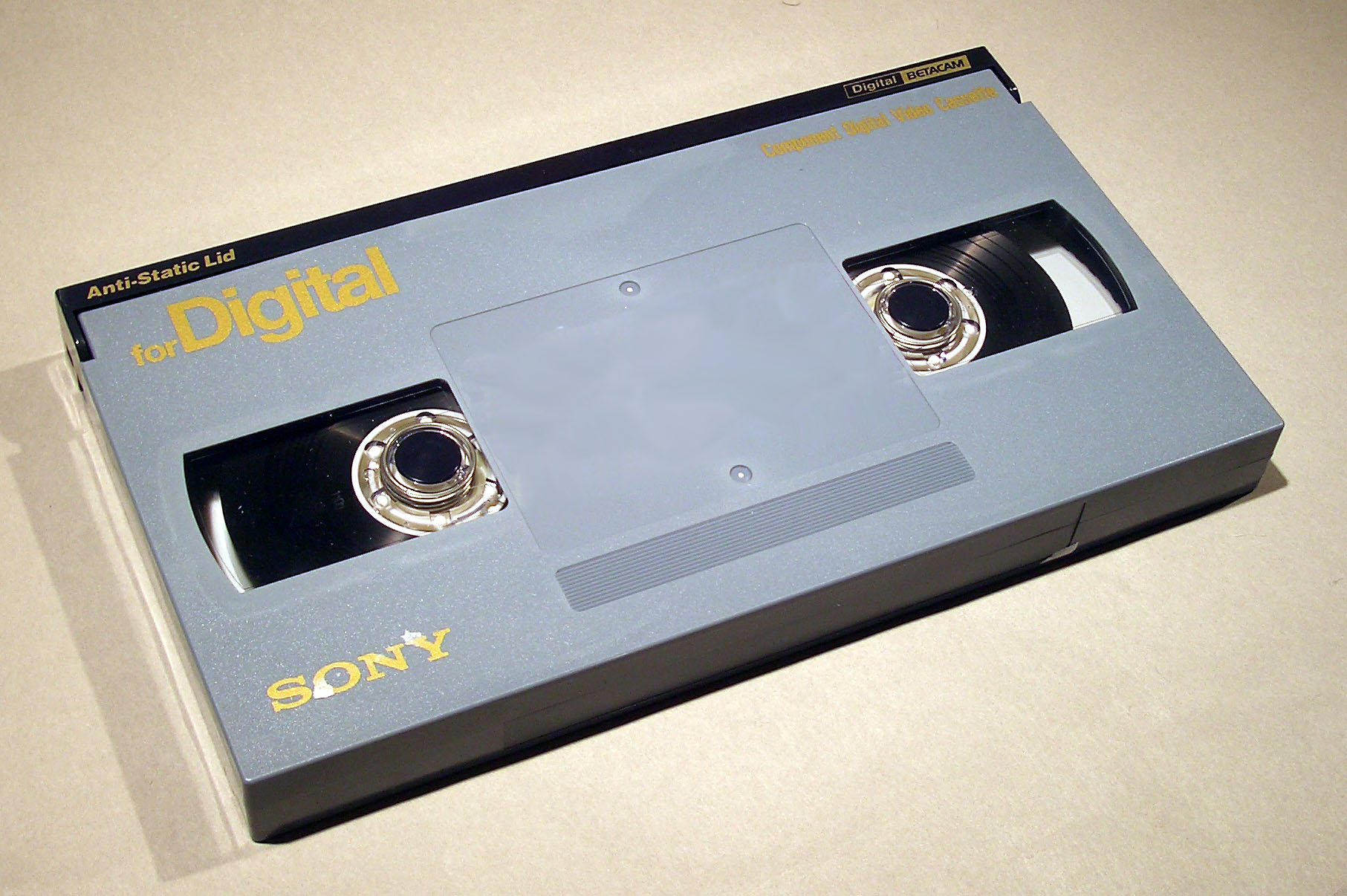
Цифрова відеокасета Betacam L tape
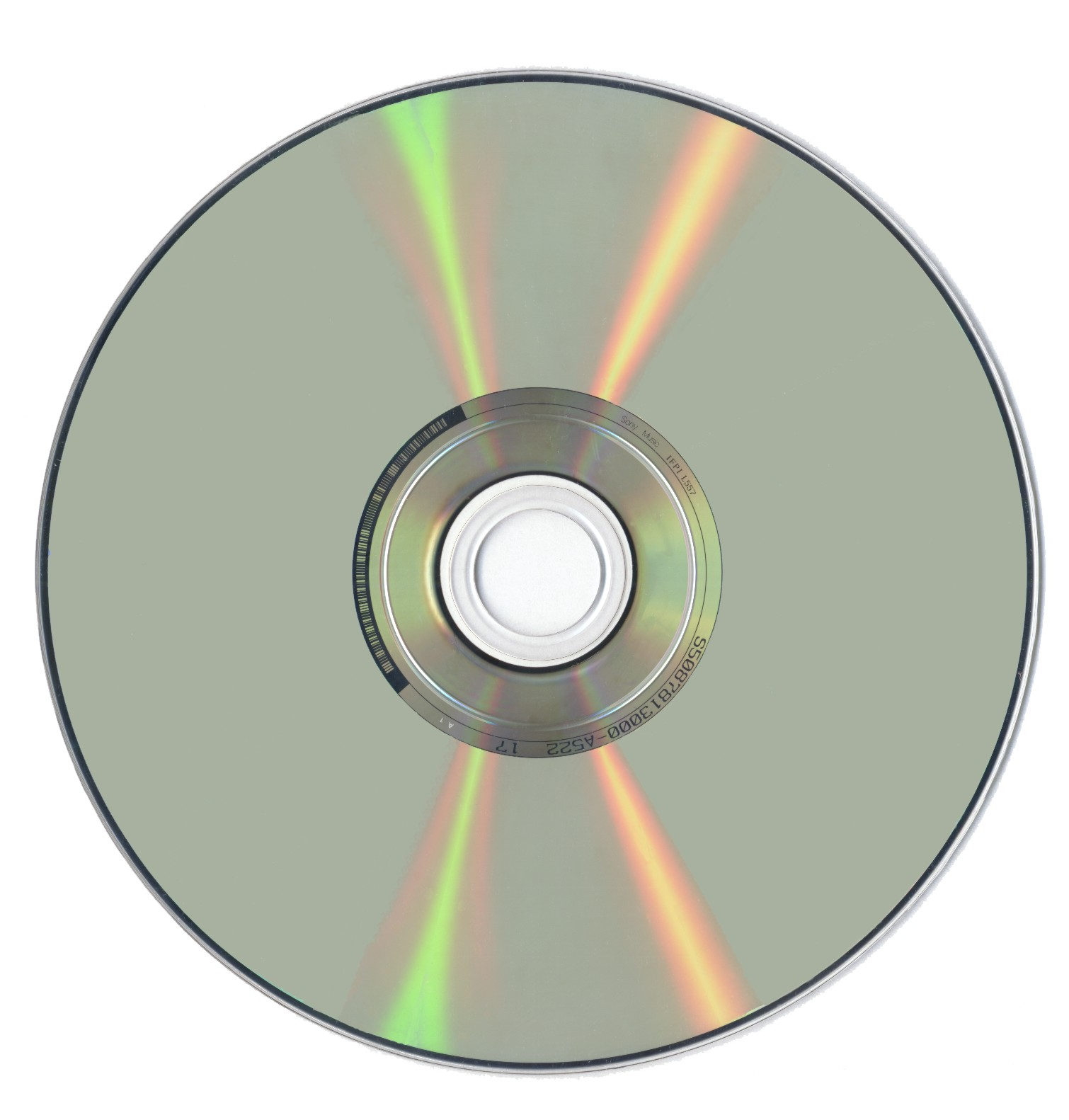
DVD-диск

### Розширення комп'ютерних відеофайлів
3gp, flv, avi, mpg, mov, swf, asf, mp4, m4v, wmv…